# Crisis migratoria entre Bielorrusia y la Unión Europea de 2021-2022
La crisis fronteriza entre Bielorrusia y la Unión Europea del 2021 fue una crisis migratoria que consiste en la afluencia de varias decenas de miles de migrantes, principalmente de Irak y África, a Lituania, Letonia y Polonia a través de las fronteras de esos países con Bielorrusia. La crisis fue provocada por el severo deterioro de las relaciones entre Bielorrusia y la Unión Europea (UE), tras las elecciones presidenciales de Bielorrusia de 2020, las protestas en Bielorrusia de 2020-2021 , el incidente del vuelo 4978 de Ryanair y el intento de repatriación forzosa de Krystsina Tsimanouskaya.
La crisis comenzó a principios del verano de 2021, cuando el presidente bielorruso, Alexander Lukashenko, amenazó con introducir traficantes de personas, narcotraficantes y migrantes armados en Europa.[cita requerida] Más tarde, las autoridades bielorrusas y las empresas turísticas controladas por el estado, junto con algunas aerolíneas que operan en el Oriente Medio, comenzaron a promover viajes a Bielorrusia aumentando el número de conexiones desde el Oriente Medio y otorgando visas a quienes las compraron, aparentemente con fines de caza.[cita requerida] Los grupos de redes sociales también ofrecían consejos fraudulentos sobre las reglas para cruzar la frontera a los posibles migrantes,[cita requerida] la mayoría de los cuales intentaban ir a Alemania. A los que llegaron a Bielorrusia se les dieron instrucciones sobre cómo y dónde traspasar la frontera de la Unión Europea y qué decirles a los guardias fronterizos del otro lado, y a menudo los guardias los guiaron hasta la frontera. Sin embargo, los que no lograron cruzarla a menudo se vieron obligados a permanecer en la frontera. Las autoridades bielorrusas no aceptaron la ayuda humanitaria enviada desde Polonia y han sido acusadas de agredir a algunos migrantes que no pudieron cruzar.[cita requerida]
Polonia, Lituania y Letonia han descrito la crisis como una guerra híbrida por la trata de migrantes, librada por Bielorrusia contra la UE, y pidieron a Bruselas que intervenga. Los tres gobiernos anunciaron estados de emergencia. Si bien Lituania logró detener el flujo de migrantes, los otros dos estados tuvieron menos éxito al hacerlo. Debido a la crisis, los tres estados afectados anunciaron sus decisiones de construir muros fronterizos en sus fronteras con Bielorrusia. Las poblaciones de los países de la UE afectados son, en general, de apoyo de las medidas extraordinarias, pero las organizaciones de derechos humanos expresaron su preocupación por el uso de la política prohibida de solicitante de asilo expulsiones por parte de los guardias fronterizos lituanos y polacos, la denegación de la posibilidad de presentar una solicitud de asilo , así como la alimentación, el agua y el refugio inadecuados para los migrantes, este último objeto de la orden del Tribunal Europeo de Derechos Humanos (TEDH). Polonia y Lituania enfatizan que los inmigrantes están del lado de Bielorrusia. Polonia ofreció un convoy humanitario para inmigrantes. Sin embargo, las autoridades bielorrusas no respondieron a esta pregunta.

## Trasfondo
Lukashenko ha gobernado Bielorrusia desde 1994. El régimen de Lukashenko fue ampliamente acusado de fraude electoral en elecciones anteriores, incluso por observadores de la Organización para la Seguridad y la Cooperación en Europa (OSCE), a quienes a menudo se les impidió monitorear las elecciones. Reclamó la victoria en las elecciones presidenciales de Bielorrusia en 2020, su sexta victoria; sin embargo, esto no ha sido reconocido oficialmente por los EE. UU., la UE, el Reino Unido, Canadá y sus aliados. Según encuestas independientes de producción digital, Lukashenko pudo haber perdido las elecciones ante Sviatlana Tsikhanouskaya y los resultados oficiales se consideraron inverosímiles, particularmente a nivel nacional, pero también en una porción considerable de distritos electorales pequeños. Varios países se negaron a aceptar el resultado de las elecciones, al igual que la Unión Europea, que impuso sanciones a los funcionarios bielorrusos responsables de "violencia, represión y fraude electoral". Los resultados de las elecciones también generaron protestas generalizadas en Bielorrusia.
Después de las elecciones, las fuerzas de seguridad llevaron a la principal candidata de la oposición, Sviatlana Tsikhanouskaia, a la frontera con Lituania y la obligaron a cruzar la frontera bajo amenazas, posiblemente relacionadas con sus hijos. El 11 de agosto, el canciller lituano Linas Linkevičius anunció que Tsikhanouskaya estaba "a salvo" en Lituania, aunque también reconoció que había tenido "pocas opciones". El 23 de mayo de 2021, el vuelo Ryanair 4978 fue interceptado mientras se encontraba en el espacio aéreo bielorruso y obligado a aterrizar en el Aeropuerto Nacional de Minsk, donde dos de sus pasajeros, el activista de oposición y periodista Roman Protasevich y su novia Sofía Sapega, fueron arrestados por las autoridades. Tras el incidente, Estados Unidos, la Unión Europea, el Reino Unido y Canadá emitieron una declaración conjunta el 21 de junio anunciando nuevas sanciones contra miembros y simpatizantes del gobierno bielorruso, así como contra empresas estatales bielorrusas. Esto incluyó prohibiciones de viaje individuales, congelación de activos y otras sanciones. La Unión Europea también prohibió a las aerolíneas bielorrusas volar al espacio aéreo de la UE e impuso sanciones económicas a Bielorrusia.
En los Juegos Olímpicos de Verano de 2020 en Tokio durante julio y agosto de 2021, la velocista bielorrusa Kristina Timanóvskaya criticó a los entrenadores nacionales, que luego intentaron obligarla a regresar a Bielorrusia; buscó ayuda en el aeropuerto y luego obtuvo asilo en Polonia.

## Acciones
El operador turístico estatal bielorruso Zentrkurort comenzó a emitir visas de turista sin restricciones a solicitantes de Irak en mayo de 2021; la empresa depende directamente de la oficina presidencial de Bielorrusia. Un poco más tarde, el negocio de los visados se transfirió gradualmente a empresas privadas, incluido el operador turístico Oscartur, con sede en Minsk, que primero organizó permisos de entrada en Irak, luego en Turquía y otros países de Oriente Medio. Inicialmente, Lukashenka permitió que quienes deseaban migrar ingresaran al país en vuelos programados desde Irak, Jordania y Líbano. A veces se les atraía con falsas promesas y la esperanza de entrar en la Unión Europea. Inicialmente, la Unión Europea pudo contener esta acción ejerciendo presión sobre los gobiernos de estos países; Por lo tanto, las aerolíneas con base allí ya no pueden volar a Minsk.
Sin embargo, como resultado, el gobierno bielorruso comenzó a enviar sus propios aviones fletados a los países en cuestión para traer personas dispuestas a emigrar a Bielorrusia. Los aviones chárter son en su mayoría aviones Airbus alquilados en Irlanda. Además de la aerolínea estatal bielorrusa Belavia, las aerolíneas Turkish Airlines de Turquía, flyDubai de los Emiratos Árabes Unidos y Cham Wings de Siria siguen participando en los vuelos. El grupo de turismo de Bielorrusia, de propiedad estatal, trabaja en estrecha colaboración con los operadores turísticos del Oriente Medio. Según Welt am Sonntag, en el nuevo horario de vuelos de Bielorrusia están previstos alrededor de 40 vuelos semanales desde Estambul, Damasco y Dubái hasta marzo de 2022. En el invierno de 2019/20, solo hubo alrededor de 17 vuelos por semana a modo de comparación. Después de su llegada, las fuerzas de seguridad bielorrusas suelen llevar a los migrantes a zonas boscosas de brezos hasta poco antes de la frontera. Su regreso, por ejemplo a Minsk, es impedido por ellos utilizando la violencia. Según el gobierno polaco, las autoridades bielorrusas también están entregando pastillas y medicamentos a los migrantes. Las autoridades de protección fronteriza de Lituania pudieron determinar que se administró metadona a un niño en un caso. Las fuerzas de seguridad bielorrusas rechazaron la ayuda humanitaria que el estado polaco puso a disposición de los migrantes en la frontera.
Si bien cualquier empresa en Bielorrusia pudo emitir visas a inmigrantes de Turquía y Medio Oriente a fines de septiembre de 2021, Lukashenka luego seleccionó a doce operadores turísticos y aumentó los precios de una visa de 1200 a 2500 dólares. En noviembre de 2021, varios cientos de personas ingresaban a Bielorrusia desde el Medio Oriente todos los días. Se estima que hasta 15.000 inmigrantes de Oriente Medio se encontraban en Bielorrusia en ese momento. En Siria, la prisa por las solicitudes de visado fue tan grande que la embajada de Bielorrusia en Damasco dejó de aceptar temporalmente solicitudes de visado por "razones técnicas". En Minsk, los operadores turísticos alojan principalmente a los migrantes en hoteles que también están conectados a la oficina presidencial de Bielorrusia. Muchas personas se quedan atrapadas en la zona fronteriza durante días, deambulando hasta encontrar el camino de regreso a Minsk. A menudo, los migrantes tienen que pagar elevados sobornos a los funcionarios de Bielorrusia para que les dejen pasar a la capital. Si el permiso de entrada vence, las personas de su hotel se muestran frente a la puerta. Está documentado que aquellos que ya no tienen dinero para pagar noches adicionales tienen que dormir afuera. A más tardar en noviembre, las autoridades bielorrusas habían comenzado a expedir visas de grupo para "turistas" de Oriente Medio sólo con un plazo de unos pocos días. A menudo, según su declaración, a los migrantes también se les cobra precios excesivos por el alojamiento, que equivalen al doble de los costos habituales de alojamiento. También hay costos para el vuelo a Minsk o el pago de los contrabandistas que los traen primero desde sus países a Bielorrusia.
Después de limpiar un depósito cerca de la frontera, no lejos de la ciudad bielorrusa de Brusgi, las autoridades bielorrusas emitieron un informe falso según el cual Alemania había acordado aceptar alrededor de 2.000 migrantes. En una entrevista con la BBC publicada el 20 de noviembre de 2021, Lukashenka afirmó que era muy posible que las autoridades bielorrusas ayudaran a los migrantes y él ni siquiera investigaría.

## Cuestiones de derechos humanos

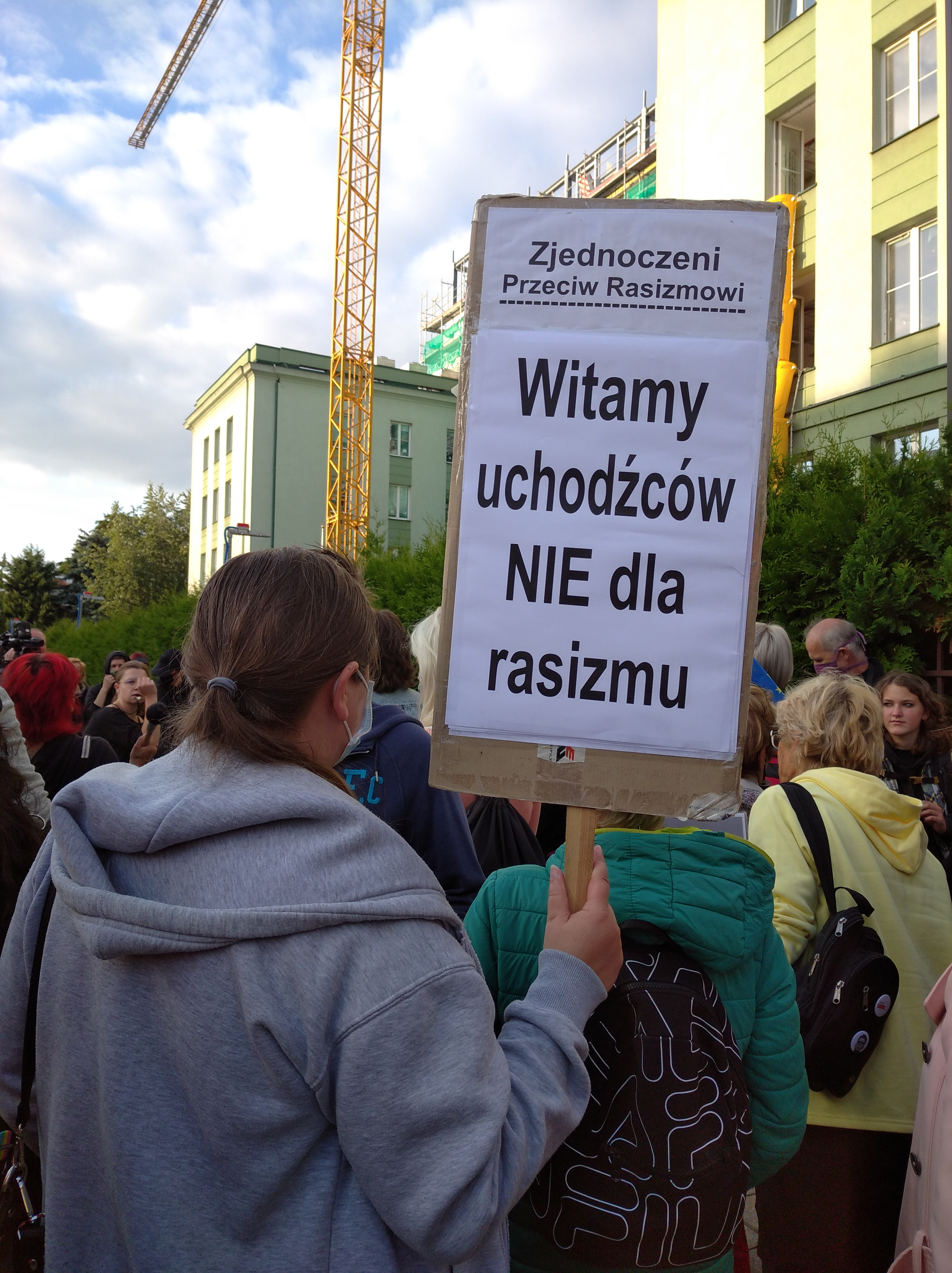
"Bienvenidos refugiados, NO por racismo" - manifestación frente al Cuartel General de la Guardia Fronteriza en Polonia, 2021.

El estatus legal de los migrantes se ha vuelto más vulnerable después de que Bielorrusia se retirara unilateralmente del acuerdo de readmisión con la UE "Кто стоит за потоком мигрантов из Беларуси в Литву. , y hasta el 40 % de los migrantes en los campamentos lituanos pertenecen a grupos vulnera
El 4 de agosto de 2021, los guardias fronterizos de Bielorrusia afirmaron que encontraron a un iraquí en estado grave en Benyakoni, cerca de la frontera con Lituania. Según los informes, el hombre no identificado "murió en los brazos de los guardias fronterizos [lituanos]". El presidente de Bielorrusia, Alexander Lukashenko, ordenó una investigación sobre su muerte. El Ministerio del Interior lituano ha rechazado los informes bielorrusos de que el migrante iraquí fue encontrado muerto a golpes después de haber sido rechazado en la frontera lituana, describiéndolo como parte de una guerra híbrida y desinformación emprendida por Bielorrusia.
Activistas de derechos humanos acusaron a las autoridades polacas de negar a los migrantes detenidos atención médica adecuada, alimentación y alojamiento, lo que condujo a la intervención del Tribunal Europeo de Derechos Humanos. El 25 de agosto de 2021, el tribunal ordenó a Polonia y Letonia que proporcionaran a los migrantes alimentos, agua, ropa, atención médica adecuada y alojamiento temporal si los países podían hacerlo. Al menos dos veces, las autoridades bielorrusas se negaron a aceptar ayuda humanitaria polaca para los migrantes que quedaron varados en la frontera entre Polonia y Bielorrusia en agosto y octubre.
Un inmigrante de Yemen se quejó a los periodistas de que los guardias fronterizos bielorrusos golpearon a su compañero y le rompieron la pierna. Joanna Plucinska, Kacper Pempel (14 de octubre de 2021). Un grupo de yazidíes iraquíes hizo una denuncia similar. "Estamos rogando a los bielorrusos: volvamos a Irak". También denunciaron falta de alimentos y dijeron que tenían frío y algunos estaban enfermos. Otro migrante fue arrojado al río por un guardia fronterizo bielorruso. Patrick Reevell (15 de octubre de 2021). Los guardias fronterizos de Bielorrusia también fueron acusados de robar dinero, teléfonos, documentos y otras cosas de sus maletas a los migrantes. Uno de los migrantes afirmó que los guardias fronterizos de Bielorrusia lo obligaron a pagar $100 para cargar el teléfono. Un migrante sirio que logró colarse en Polonia, pero fue atrapado allí, afirmó que el ejército bielorruso lo amenazó para que no regresara a Bielorrusia (le dijeron: "Si vuelves, te mataremos", según él). En noviembre de 2021, luego de que Irak lanzara vuelos de rescate para sus ciudadanos, los migrantes en el lado bielorruso de la frontera informaron problemas que impedían su regreso, citando la imposibilidad de salir de la zona fronteriza, entre otros problemas.
En octubre de 2021, Polonia legalizó la acción de rechazar a los migrantes y solicitantes de asilo por la fuerza, lo cual es ilegal según el derecho internacional y de la UE. El grupo de derechos humanos Amnistía Internacional y otras organizaciones de derechos humanos han afirmado que Polonia y Lituania han violado los derechos de los migrantes al limitar el acceso de los solicitantes de asilo a su territorio. Eve Geddie, directora de la Oficina de Instituciones Europeas de Amnistía Internacional, afirmó que "Obligar a regresar a las personas que solicitan asilo sin una evaluación individual de sus necesidades de protección es contrario al derecho europeo e internacional". Lituania violó el derecho internacional, incluida la prohibición sobre expulsiones masivas previstas en el Convenio Europeo de Derechos Humanos. Además, algunos de los migrantes afirman haber sido deportados a la fuerza a su país de origen, como en el caso de una familia de Slemani, Kurdistán iraquí, quien informó a Rudaw que después de que pudieron ingresar a Polonia, les dijeron que serían fueron trasladados a un campamento cerca de Varsovia, pero fueron llevados al aeropuerto con otros inmigrantes y trasladados en avión a Erbil.